# Oswaldo Hercelles García
Oswaldo Hercelles García, (Lima, 19 de julio de 1908 - Santiago de Chile, 24 de diciembre de 1969) fue un médico y docente universitario peruano. En el primer gobierno del presidente Fernando Belaúnde Terry fue presidente del Consejo de Ministros y ministro de Relaciones Exteriores, de mayo a octubre de 1968.
Fue uno de los fundadores de la Facultad de Educación (Universidad Nacional Mayor de San Marcos) junto a otros catedráticos como: Dr. Pedro Dulanto, Dr. José Jiménez Borja, entre otros.

## Biografía
Hijo de Oswaldo Hercelles Monterola y Carmen García. Su padre fue un renombrado médico y docente universitario, investigador de la enfermedad de Carrión y su agente patógeno.
Hizo estudios escolares en el Colegio Sagrados Corazones Recoleta.[cita requerida] Cursó sus estudios superiores en la Universidad Nacional Mayor de San Marcos donde se graduó de bachiller en Medicina en 1934 y se recibió como médico-cirujano. Obtuvo una beca para seguir estudios de perfeccionamiento en París (1935-1937).
Al retornar al Perú pasó a ser catedrático de la Facultad de Medicina, así como decano de 1953 a 1956. Simultáneamente laboró en el servicio de Medicina del Hospital Obrero (hoy Guillermo Almenara), que fundó y dirigió durante 27 años (1939-1967). Fue presidente de la Academia Nacional de Medicina (1952) y de la Sociedad de Beneficencia Pública de Lima (1954-1961).
El presidente Fernando Belaúnde Terry lo convocó para presidir el gabinete ministerial y encargarse del Ministerio de Relaciones Exteriores, luego que Armando Villanueva del Campo, presidente de la Cámara de Diputados, quitara su confianza al anterior gabinete presidido por Raúl Ferrero Rebagliati. Hercelles conformó un «gabinete conversado», es decir, de acuerdo entre el gobierno y la oposición, está última representada por la bancada aprista del Congreso (30 de mayo de 1968). Entre los miembros de este gabinete, más o menos independientes, figuraba Manuel Ulloa Elías como ministro de Hacienda. Este gabinete recibió, de la mayoría del Congreso, facultades extraordinarias por 60 días, un ejemplo de colaboración de la oposición con el gobierno, hasta entonces nunca visto.
Tuvo que enfrentar la crisis económica y el problema petrolero con la International Petroleum Company (IPC). Con esta última el gobierno suscribió el Acta de Talara que puso fin el larguísimo conflicto sobre las pertenencias petroleras de La Brea y Pariñas, uno de los más negros episodios de la penetración imperialista en el Perú. Estalló entonces el escándalo de la llamada «página once», una hipotética página del contrato firmado entre la Empresa Petrolera Fiscal (empresa estatal) y la IPC sobre la venta de crudos de la primera a la segunda; aparentemente esta desaparecida página contenía condiciones desventajosas para los intereses del estado. Afectado por el escándalo, el gabinete Hercelles renunció el 1 de octubre de 1968. En su reemplazó se constituyó el gabinete presidido por Miguel Mujica Gallo, que solo duraría unas horas, ya que el día 3 de octubre se produjo el golpe de Estado de las Fuerzas Armadas, encabezada por el general Juan Velasco Alvarado.
Hercelles tuvo que salir al destierro y falleció el año siguiente en Santiago de Chile.